# Valle del Montone
La valle del Montone è una valle dell'Appennino forlivese, in Emilia-Romagna. Il monte più alto è il monte Casciano.

Il Montone nasce all'Acquacheta, scorrendo verso Ovest prende forma di Valle vicino a San Benedetto in Alpe, poi si dirige verso Nord-Nord Est per arrivare a Portico di Romagna. Da lì va verso Rocca San Casciano, poi a Dovadola e infine a Castrocaro Terme. Qui finisce il suo tratto appenninico e prosegue nella pianura.

## Geografia fisica e politica
La valle del montone si estende per circa 55 km, con un'altitudine che varia dai 68 ai 1148 s.l.m. La valle comprende i comuni di Castrocaro Terme e Terra del Sole, Dovadola, Rocca San Casciano, Portico e San Benedetto e San Godenzo

## Storia
La valle del Montone fu anticamente abitata dagli Umbri, poi si spopolò.

Rimase disabitata fino all'inizio dell'Alto Medioevo, epoca della fondazione di Rocca San Casciano. Successivamente furono fondate Portico di Romagna, Dovadola, Castrocaro, San Benedetto in Alpe e infine Terra del Sole.

Nel 1661 si ebbe un forte terremoto che distrusse molte case, in quel momento iniziò una crisi dalla quale la popolazione si riprese anni dopo.
Nel 1863 la Valle fu inserita nel Circondario di Rocca San Casciano. Nel 1923 il circondario passò alla provincia di Forlì.

## Evoluzione demografica
- 1951=16 597 abitanti
- 1961=12 365 abitanti
- 1971=9 792 abitanti
- 1981=10 017 abitanti
- 1991=10 021 abitanti
- 2001=9 587 abitanti
- 2011=10 942 abitanti
- 2020=10 781 abitanti

## Riserve e Parchi Nazionali
San Benedetto in Alpe e le zone circostanti sono nel territorio del Parco nazionale delle Foreste Casentinesi, Monte Falterona e Campigna, anche la foce del fiume sta nel parco.

## Eventi e ricorrenze
- La festa del falò si tiene ogni anno ad aprile a Rocca San Casciano: due rioni, Borgo e Mercato, si sfidano nel costruire ognuno il pagliaio più grande.
- Il palio di Terra del Sole è una manifestazione che si tiene in settembre: i due borghi, Fiorentino e Romano, si sfidano al tiro alla balestra.
- La Festa del sottobosco, che si svolge a Portico di Romagna.

## Galleria d'immagini

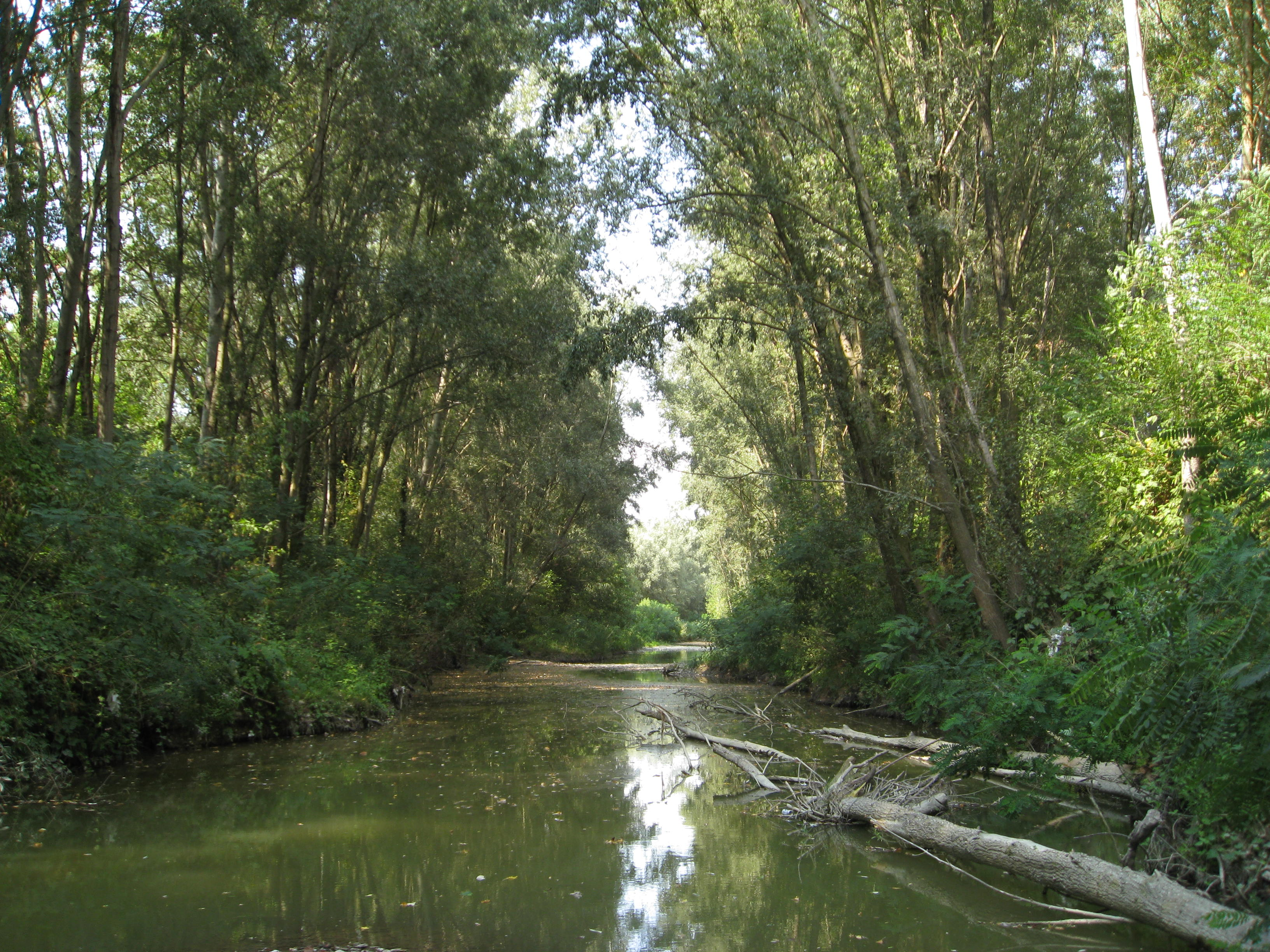
Il fiume Montone
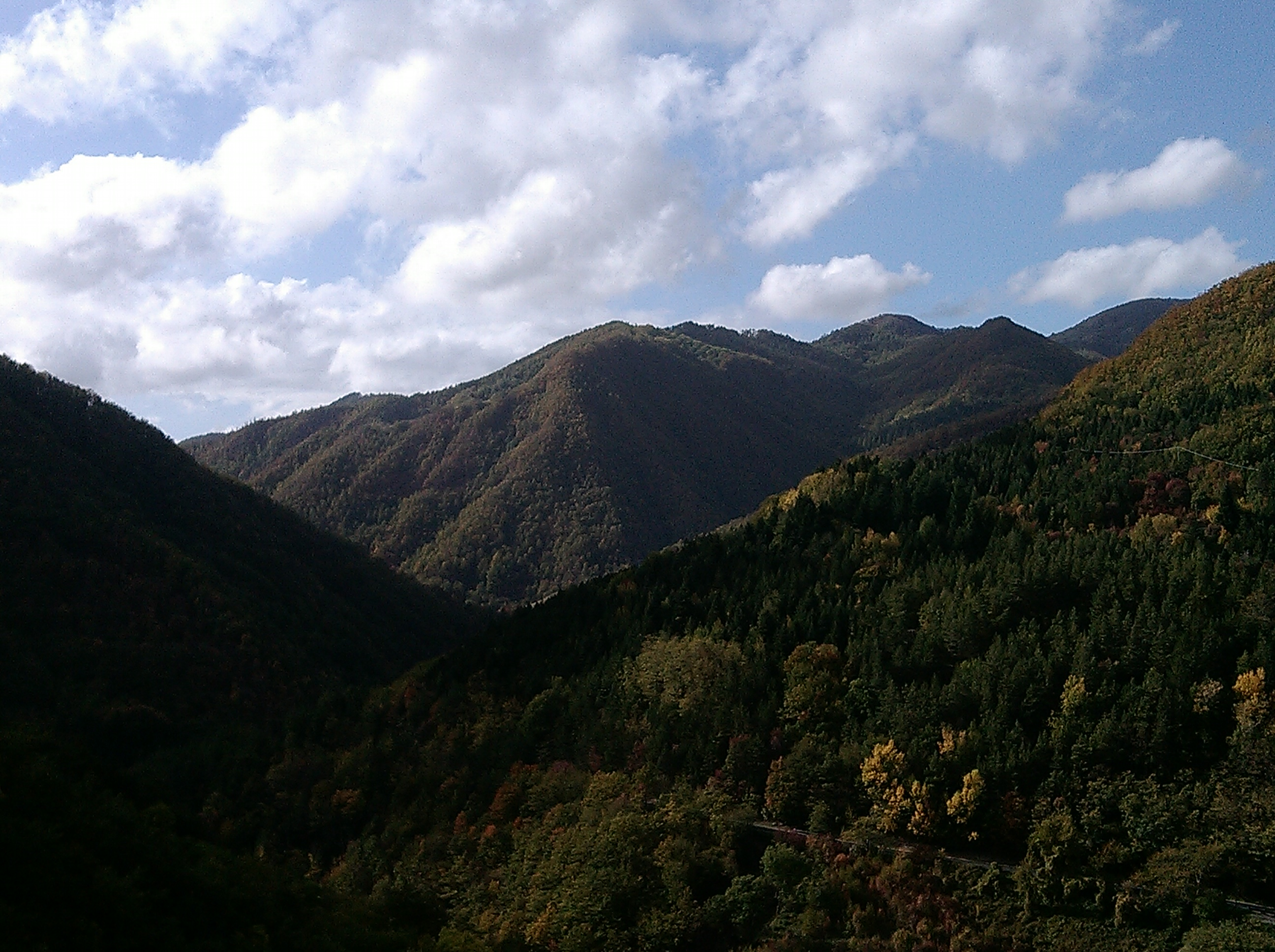
L'alta Valle del Montone
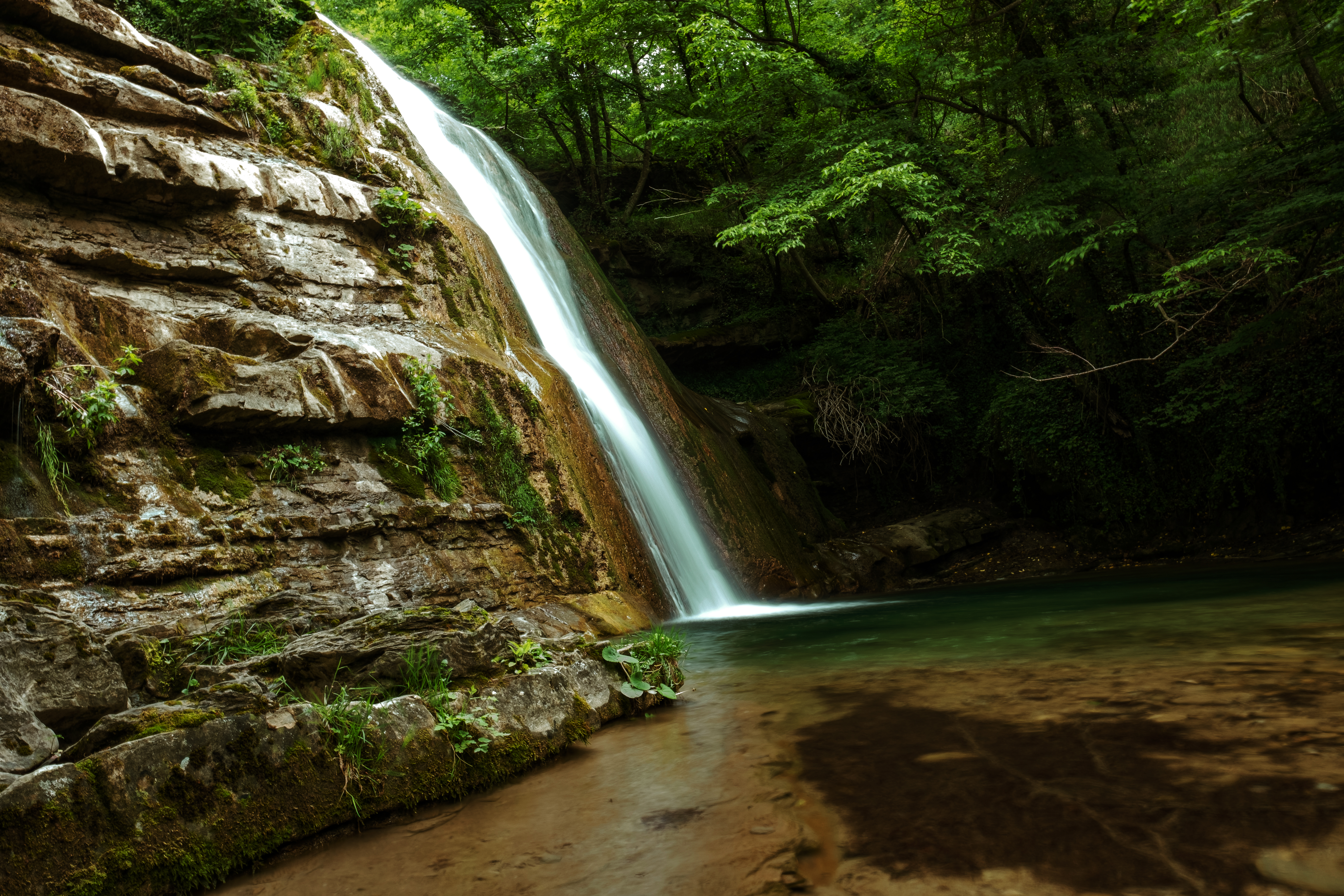
Veduta della cascata dell'Acquacheta